# Xavier Batut
Pour les articles homonymes, voir Batut.
Xavier Batut, né le 26 décembre 1976 à Créteil (Val-de-Marne), est un homme politique français.
Il est député de la dixième circonscription de la Seine-Maritime de 2017 à 2024. Il quitte ce poste à la suite de la victoire de Robert Le Bourgeois, du Rassemblement national.

## Formation et vie privée
Xavier Batut naît à Créteil, dans le Val-de-Marne. Il est fils d'une psychomotricienne et d'un principal de collège. Après des études de sciences et technologies industrielles à Rouen, il travaille comme cadre commercial dans plusieurs établissements de la marque Citroën. Il est domicilié depuis 2002 à Cany-Barville.

## Parcours politique
Lors des élections municipales de 2014, il est présent sur la liste divers droite de Martine Decool à Cany-Barville, mais sa liste ne récolte pas assez de suffrages pour qu'il puisse être élu. En septembre 2016, il adhère au mouvement En Marche, dont il crée le comité d'Yvetot,.

### Mandat de Député
En mai 2017, il est investi par LREM. comme candidat aux élections législatives dans la dixième circonscription de la Seine-Maritime. Arrivé en tête au premier tour avec 34,22 % des voix, il est élu le 18 juin 2017 en recueillant 61,72 % des voix face à Stacy Blondel du Front national.
Xavier Batut quitte LREM en février 2020. Il dénonce le fonctionnement du parti, qui manquerait d'horizontalité, et que le « renouvellement promis n'est pas au rendez-vous ». Il annonce vouloir devenir apparenté au groupe parlementaire.
Depuis le 1er janvier 2020, il est rapporteur au budget de la Gendarmerie nationale,.
En juin 2022, il est réélu avec 51,05% des voix et siège à la commission de la défense et des forces armées.
Il rejoint en septembre 2023 le parti Horizons.

### Mandats locaux
Aux élections municipales de 2020 à Cany-Barville, il est à la tête de l'unique liste d'opposition. Cette dernière obtient 31 % des voix, et ne parvient à faire élire que trois conseillers municipaux, dont Xavier Batut. Il est aussi le seul de sa liste élu conseiller communautaire.
À la communauté de communes de la Côte d’Albâtre, Xavier Batut est élu comme membre du bureau communautaire.